# Napoli (Unternehmen)
Napoli ist ein österreichischer Süßwarenhersteller. Seit 1970 befindet sich Napoli im Besitz der Firma Manner.

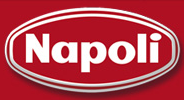
Logo für Produkte der ehemaligen Firma Napoli sowie heute Manner

## Geschichte
Die Firma Napoli wurde knapp nach dem Zweiten Weltkrieg im Jahr 1949 von Franz Andres gegründet. 1955 kaufte Napoli das Unternehmen Casali. Dadurch wurde das Unternehmen zum zweitgrößten Süßwarenhersteller Österreichs.
1970 wurde Napoli-Casali von Carl Manner übernommen.
Nachdem bereits Ende der 1960er Jahre Schokokekse produziert wurden, die bei den Konsumenten jedoch nur mäßigen Anklang fanden, verkauften sich die 1974 kreierten Napoli Dragee Keksi äußerst erfolgreich. Allgemeine Bekanntheit erlangte in Österreich auch der dazugehörige Werbeslogan „Wenn ich nur aufhören könnt“.
Aufgrund der erhöhten Nachfrage nach Milchschokolade wurde das Rezept der Napoli Dragee Keksi verändert. 2002 wurden erstmals Napoli Dragee Keksi Milchschokolade angeboten. 2009 wurde die Verpackung modernisiert und eine jährlich wechselnde Ausgabe mit einer zusätzlichen Geschmacksrichtung („Keksi des Jahres“) angeboten.